# Abendberg
Abendberg – miasto w Szwajcarii.
Miejscowość turystyczna i uzdrowiskowa położona u podnóża góry o tej samej nazwie (1257 m n.p.m.) nad jeziorem Thun, w kantonie berneńskim. Głównym źródłem dochodu mieszkańców jest turystyka.

## Historia
W XIX w. istniał tu zakład leczniczy dla kretynów, założony przez Guggenbühla, zlikwidowany pod koniec wieku. Uzdrowisko powstało w końcu XIX w.; prowadzono tam wtedy m.in. leczenie żętycą.